# Comuna Malihonove, Șîreaieve
Malihonove (în ucraineană Малігонове) este o comună în raionul Șîreaieve, regiunea Odesa, Ucraina, formată din satele Kopiikove, Malihonove (reședința), Mașenka și Volodîmîrivka.

## Demografie
Componența lingvistică a comunei Malihonove
     Ucraineană (92,09%)
     Română (5,28%)
     Rusă (2,51%)
Conform recensământului din 2001, majoritatea populației comunei Malihonove era vorbitoare de ucraineană (92,09%), existând în minoritate și vorbitori de română (5,28%) și rusă (2,51%).